# Văn kiện nhân quyền quốc tế
Văn kiện về nhân quyền quốc tế là các điều ước quốc tế và khu vực cùng nhiều văn bản khác liên quan đến luật nhân quyền quốc tế và bảo vệ nhân quyền nói chung. Các văn kiện này có thể chia làm hai loại: các tuyên bố được thông qua bởi Đại hội đồng Liên Hợp Quốc chúng không có tính ràng buộc pháp lý nhưng có thể dùng trong các sự kiện chính trị và các hiệp ước có tính ràng buộc pháp lý dựa vào luật pháp quốc tế. Các hiệp ước và thậm chí các tuyên bố qua thời gian có thể trở thành luật của quốc tế.
Văn kiện về nhân quyền quốc tế đến từ nhiều nơi khác nhau trên toàn cầu, nó có thể được tạo ra bởi bất kỳ tổ chức hay nước nào trên thế giới theo cách mà họ cho là phù hợp nhất cho một khu vực cụ thể của thế giới.
Hầu hết các hiệp ước được thành lập trên các cơ chế giám sát để thực hiện chúng. Trong một số trường hợp những cơ chế đó không có nhiều quyền lực và các văn kiện thường bị bỏ qua bởi các nước thành viên, nhưng có các cơ chế có rất nhiều quyền lực chính trị và pháp lý và các văn kiện quyết định của các cơ chế này gần như luôn luôn được thực hiện.
Tuyên ngôn quốc tế về nhân quyền, Công ước Quốc tế về các Quyền Dân sự và Chính trị và Công ước Quốc tế về các Quyền Kinh tế, Xã hội và Văn hóa đôi khi có thể được gọi chung là Bộ Luật Nhân quyền Quốc tế.